# Меркендорф (Штирия)
Меркендорф (нем. Merkendorf (Steiermark)) — коммуна в Австрии, в федеральной земле Штирия. 
Входит в состав округа Фельдбах.  Население составляет 1146 человек (на 31 декабря 2005 года). Занимает площадь 11,21 км².

## Политическая ситуация
Бургомистр коммуны — Йозеф Малер (АНП) по результатам выборов 2005 года.
Совет представителей коммуны (нем. Gemeinderat) состоит из 15 мест.
- АНП занимает 8 мест.
- СДПА занимает 7 мест.